# Hespellia porcina
Hespellia porcina è una specie di batterio appartenente alla famiglia delle Clostridiaceae.